# Maryna Markevich
Maryna Markevich –en bielorruso, Марына Маркевіч– (12 de agosto de 1986) es una deportista bielorrusa que compite en lucha libre. Ganó una medalla de plata en el Campeonato Mundial de Lucha de 2008 y una medalla de bronce en el Campeonato Europeo de Lucha de 2016.

## Palmarés internacional
| Campeonato Mundial | Campeonato Mundial | Campeonato Mundial | Campeonato Mundial |
| Año                | Lugar              | Medalla            | Categoría          |
| ------------------ | ------------------ | ------------------ | ------------------ |
| 2008               | Tokio (Japón)      | Medalla de plata   | 51 kg              |
| Campeonato Europeo |                    |                    |                    |
| Año                | Lugar              | Medalla            | Categoría          |
| 2016               | Riga (Letonia)     | Medalla de bronce  | 48 kg              |